# アセト乳酸デカルボキシラーゼ
アセト乳酸デカルボキシラーゼ(Acetolactate decarboxylase、EC 4.1.1.5)は、以下の化学反応を触媒する酵素である。
(S)-2-ヒドロキシ-2-メチル-3-オキソ酪酸 {\displaystyle \rightleftharpoons } (R)-2-アセトイン + CO2
従って、この酵素の1つの基質は(S)-2-ヒドロキシ-2-メチル-3-オキソ酪酸、2つの生成物は(R)-2-アセトインと二酸化炭素である。
この酵素はリアーゼ、特に炭素-炭素結合を切断するカルボキシリアーゼに分類される。系統名は、(S)-2-ヒドロキシ-2-メチル-3-オキソ酪酸 カルボキシリアーゼ [(R)-2-アセトイン形成]((S)-2-hydroxy-2-methyl-3-oxobutanoate carboxy-lyase [(R)-2-acetoin-forming])である。他に、alpha-acetolactate decarboxylaseや(S)-2-hydroxy-2-methyl-3-oxobutanoate carboxy-lyaseとも呼ばれる。この酵素は、酪酸の代謝とc5-分岐二塩基酸の代謝に関与している。

## 構造
2007年末時点で、1つの構造が解明されている。蛋白質構造データバンクのコードは、1XV2である。